# Europäische Demokratische Partei
Die Europäische Demokratische Partei (EDP) ist eine europäische politische Partei, die am 16. April 2004 in Brüssel gegründet wurde. Sie vertritt zentristische Positionen und verteidigt eine Vertiefung der europäischen Integration. Einige Mitgliedsparteien vertreten ebenso liberale Positionen. Im Europäischen Parlament stellt sie zusammen mit der Allianz der Liberalen und Demokraten für Europa (ALDE) und weiteren Parteien der Mitte die Fraktion Renew Europe.
Die EDP war Mitglied der inzwischen aufgelösten Alliance of Democrats, der unter anderem auch die Demokratische Partei der USA und das Council of Asian Liberals and Democrats angehörten.

## Geschichte

### Gründung
Die Gründung der EDP wurde maßgeblich von der französischen Union pour la démocratie française (UDF) unter François Bayrou und der italienischen La Margherita unter Romano Prodi und Francesco Rutelli initiiert. Beide hatten zuvor der christdemokratischen Europäischen Volkspartei (EVP) angehört (ihre Vorläufer CDS bzw. Democrazia Cristiana waren sogar deren Gründungsmitglieder gewesen), hatten sich inzwischen aber von ihr entfremdet und behaupteten nun, dass sie sich durch die Aufnahme stärker konservativer Parteien zu weit nach rechts geöffnet habe und vom europäischen Föderalismus abgerückt sei. Die EDP hingegen positionierte sich ausgesprochen pro-europäisch und gesellschaftspolitisch progressiv. Neben enttäuschten Christdemokraten gehörten den Gründungsparteien auch säkulare Föderalisten an.

### Kooperation mit der ELDR
Bereits vor der formalen Gründung der EDP gründeten die Mitgliedsparteien am 13. Juli 2004 zusammen mit der Europäischen Liberalen, Demokratischen und Reformpartei (ELDR) die Fraktion der Allianz der Liberalen und Demokraten für Europa (ALDE) im Europäischen Parlament. 2004–09 stellte die EDP in dieser Fraktion 29 von 101 Abgeordneten.
Die UDF löste sich 2007 auf, die neue Partei von François Bayrou, Mouvement démocrate (MoDem), übernahm die Mitgliedschaft in der EDP. Etwa zeitgleich ging La Margherita im Partito Democratico (PD) auf. Dieser schloss sich nach der Europawahl 2009 der sozialdemokratischen Fraktion an, nur vier Abgeordnete des PD blieben in der EDP aktiv. Diese stellte nach der Europawahl 2009 13 Abgeordnete (neun in der ALDE-Fraktion). Die ELDR übernahm 2012 den Namen der Fraktion und wurde seitdem auch als ALDE-Partei in Abgrenzung zur ALDE-Fraktion bezeichnet.
Nach der Europawahl 2014 stellte die EDP zwölf Abgeordnete.

### Renew Europe
Bei der Europawahl 2019 erreichten die Parteien der EDP zehn Mandate. Die EDP-Mitgliedsparteien beteiligten sich an der Neugründung der liberalen/zentristischen Fraktion unter dem Namen Renew Europe.

## Mitglieder
Die EDP hat sowohl Parteien als auch Personen als Mitglieder. Daneben ist die Jugendorganisation Jeunes Démocrates Européens (Junge Europäische Demokraten) Mitglied.

### Parteien
| Land                      | Partei                                             | Abkürzung | Europa- parlamentarier       | Nationale Parlamentarier | Mitglied seit     |
| ------------------------- | -------------------------------------------------- | --------- | ---------------------------- | ------------------------ | ----------------- |
| Belgien                   | Les Engagés                                        | LE        | 1/22                         | 14/150                   | Juni 2024         |
| Deutschland               | Freie Wähler                                       | FW        | 3/96                         | —                        | 2015              |
| Frankreich                | Mouvement démocrate                                | MoDem     | 3/81                         | 48/577                   | Gründung          |
| Griechenland              | Enosi Kendroon ΈΝΩΣΗ ΚΕΝΤΡΏΩΝ                      | EK        | —                            | —                        | 2016              |
| Irland                    | Independent Ireland                                | II        | 1/14                         | 4/174                    | 2024              |
| Italien                   | Italia Viva                                        | IV        | 1 MdEP gewählt in Frankreich | 9/400 5/200              | 2021              |
| Italien                   | L'Italia C'è                                       |           | —                            | —                        | 2023              |
| Kroatien                  | Narodna stranka – Reformisti                       | NS-R      | —                            | 1/151                    | 2016              |
| Niederlande               | 50PLUS                                             | 50+       | —                            | 1/75 0/150               | 2023              |
| Österreich                | Liste Fritz                                        | FRITZ     | —                            | —                        | 2023              |
| Polen                     | Stronnictwo Demokratyczne                          | SD        | —                            | —                        | 2009              |
| Portugal                  | Juntos pelo Povo                                   | JPP       | –                            | –                        | 2022              |
| San Marino                | Repubblica Futura                                  | RF        | nicht Mitglied der EU        | 8/60                     | 2006              |
| Slowenien                 | Demokratična stranka upokojencev Slovenije         | DeSUS     | —                            | 0/90                     | Februar 2019      |
| Spanien Baskenland        | Eusko Alderdi Jeltzalea-Partido Nacionalista Vasco | EAJ/PNV   | 1/61                         | 6/350                    | Gründung          |
| Spanien Kanarische Inseln | Coalición Canaria                                  | CC        | —                            | 1/350                    | 2016              |
| Spanien Galicien          | Compromiso por Galicia                             | CxG       | —                            | —                        | 29. November 2019 |
| Tschechien                | SEN 21                                             |           | —                            | 0/200 4/81               | Februar 2019      |
| Ungarn                    | Új Kezdet                                          | UK        | —                            | 1/199                    | Februar 2019      |

### Individuelle Mitglieder
| Land    | Name                    | Partei                                                                     | Amt                                        |
| ------- | ----------------------- | -------------------------------------------------------------------------- | ------------------------------------------ |
| Belgien | Marie-Christine Marghem | Mouvement Réformateur (MR) Mouvement des Citoyens pour le Changement (MCC) | Mitglied des Belgischen Senats             |
| Irland  | Marian Harkin           | –                                                                          | Teachta Dála, EDP-Vizepräsidentin          |
| Zypern  | Pavlos Mylonas          | Dimokratiko Komma (DIKO)                                                   | Mitglied des Repräsentantenhaus von Zypern |

### Ehemalige Mitglieder
- Frankreich:
  - Union des démocrates et indépendants (UDI, 2014 bis 2016, seit Dezember 2016 Mitglied der ALDE-Partei)
  - Irène Tolleret, TdP (?)
- Italien:
  - Alleanza per l’Italia (ApI, während ihres Bestehens 2009–2016, Nachfolgepartei: PDE)
  - Gianluca Susta (Senator, SC, ab 2015 PD, 2017 Beitritt zur PDE Italia)
  - La Margherita (am 14. Oktober 2007 in dem Partito Democratico aufgegangen)
  - Mario Pirillo, Silvia Costa, Vittorio Prodi; alle Partito Democratico, MdEP (Anfang 2014 ausgetreten)
  - Partito Democratico Europeo Italia (PDE Italia; löste sich 2021 auf)
  - Azione (trat im Oktober 2023 zur ALDE-Partei über)
  - Tempi Nuovi – Popolari Uniti (2023–2024)
- Kroatien:
  - Nacionalni forum (2014 beigetreten, 2015 aufgelöst)
- Litauen:
  - Darbo Partija (trat im Mai 2012 zur ELDR über)
- Portugal
  - Alternativa Democrática Nacional (2015 bis 27. September 2021)[21]
- Rumänien:
  - Mircea Grosaru, Asociaţia Italienilor din România (verstorben am 3. Februar 2014)
  - Pro România (seit 11. Juni 2019,[19] seit Oktober 2022 beobachtendes Mitglied der SPE)[22]
  - Asociația Italienilor din România (2014 bis 2022)[23]
- San Marino:
  - Alleanza Popolare dei Democratici Sammarinesi per la Repubblica (2017 aufgegangen in Repubblica Futura)
- Slowakei:
  - Europska Demokraticka Strana (EDS)
  - Igor Hraško (OĽaNO)
  - Ľudová strana – Hnutie za demokratické Slovensko (im Januar 2014 aufgelöst und als SDS neugegründet)
  - Strana Demokratického Slovenska (SDS)
  - Národná koalícia (NK, Mitglied 2018, Anfang 2019 suspendiert)
- Tschechien:
  - Cesta změny (seit 2004, am 3. Mai 2009 aufgelöst)
  - Strana pro otevřenou společnost
- Zypern:
  - Evropaiko Komma (EVROKO, 2016 ging EVROKO in der neuen Partei Kinima Allilengyi („Bewegung Solidarität“) auf.)
  - Symmachia Politon (SYPOL, 2016 beigetreten,[24] am 24. Juni 2021 fusionierte SYPOL mit EDEK)
  - Platforma Politon (2019–2024)

## EDP-Mitglieder in europäischen Institutionen
| Organisation      | Institution                                    | Sitze  |
| ----------------- | ---------------------------------------------- | ------ |
| Europäische Union | Europäisches Parlament                         | 10/720 |
| Europäische Union | Europäische Kommission                         | 0/27   |
| Europäische Union | Europäischer Rat (Staats- und Regierungschefs) | 0/27   |